# Spider-Man and Venom: Maximum Carnage
Spider-Man and Venom: Maximum Carnage es un videojuego desarrollado por la compañía de software LJN (antigua filial de la desaparecida Acclaim) que apareció para las videoconsolas Super Nintendo y Sega Mega Drive. Se puede elegir como personaje jugable a Spider-Man o Venom.
El juego es un beat 'em up en el que hay que derribar enemigos utilizando las técnicas habituales de estos superhéroes como encerrar a los enemigos en una telaraña, usar la red como un escudo, columpiarse limitadamente por el escenario, o trepar muros (si el nivel lo permite).
El cartucho de este juego fue de color rojo cuando se lanzó para los sistemas de Super Nintendo y Sega Mega Drive. Ellos lo iban a lanzar en su color de cartucho normal (negro para Sega Mega Drive, gris para SNES), pero pobres ventas de la edición de color rojo se dejaron de ser lanzadas aunque algunas versiones en cartucho gris de la versión de SNES fueron hechas disponibles para lugares de renta.

## Argumento
La historia es la misma que en el cómic: el villano Cletus Kasady consigue de vuelta su simbionte y se fusiona formando a Carnage de nuevo, escapa junto a Shriek y se le une Doppelganger, la malévola versión alterna de Spider-man. Posteriormente al grupo de villanos se les unirá Carroña y DemoDuende quienes desataran una aterradora masacre en Nueva York. Para enfrentar al grupo de criminales, Spider-man y Venom hacen equipo recibiendo el apoyo de otros vigilantes como Black Cat o Iron Fist.

## Jugabilidad
Tanto Spider-Man como Venom pueden recibir la ayuda de varios aliados (Capitán América, Cloak and Dagger, Estrella de Fuego, etc.) pulsando sobre los íconos que representan sus rostros.
En este beat 'em up de desplazamiento lateral para un jugador (con un formato similar a Double Dragon y Final Fight) , el jugador controla a Spider-Man y  Venom a través de varios niveles para detener al supervillano Carnage y su equipo, así como a cientos de criminales en los que se inspiran, su estela, de apoderarse de la ciudad. Las dos versiones de 16 bits son prácticamente idénticas.
Se puede convocar a otros héroes de Marvel mediante la recopilación de elementos apropiados ocultos dentro de ciertos niveles. Se establecen las ubicaciones de los potenciadores necesarios para convocar ayuda. Dependiendo de qué personaje los convocó, los héroes convocados pueden ayudar de diferentes maneras, generalmente siendo más efectivos para cualquier personaje (Spider-Man o Venom) que prefieran.

## Banda sonora
La música del juego está escrita por la banda de rock pesado, Green Jellÿ. El juego destaca por tener melodías de rock, con tonalidad oscura acorde a la personalidad psicótica de Carnage. Sin embargo solo en la versión de Super Nintendo se puede apreciar de manera completa la banda sonora.

## Recepción
El juego recibió críticas "mixtas o promedio" y "generalmente favorables". Los revisores de 'Electronic Gaming Monthly' calificaron la versión de SNES con un unánime 5 sobre 10, comentando que las apariciones de otros superhéroes son "geniales", pero superadas por los gráficos "descuidados" y el control mediocre. La versión de SNES también recibió un 3.45/5 de Nintendo Power. Al revisar el port para Genesis, GamePro comentó que "todos los gráficos, características y acción de lucha son idénticos en la versión de Genesis; desafortunadamente, también lo son los inconvenientes que hicieron de este un juego de SNES promedio". Explicaron que el juego se controla bien pero es demasiado largo y repetitivo debido a la limitada selección de movimientos del personaje del jugador, la falta de objetos con los que interactuar, la baja variedad de enemigos y el aspecto similar de todos los fondos.
En general, la recepción crítica del juego mejoró notablemente en los últimos años, donde fue elogiado por su inspirada banda sonora, su diversión, su fiel adaptación al cómic y la desafiante dificultad, así como la capacidad de cambiar entre Spider-Man y Venom, como muchos lo llamaron "uno de los mejores juegos de beat'em up".
IGN le dio al juego una crítica positiva, ya que lo incluyeron en el puesto 85 en sus "100 mejores juegos de SNES de todos los tiempos".
El sitio web de cómics CBR.com ha hecho una crítica más positiva sobre el juego, llamándolo "el juego de superhéroes que cambió y revolucionó el género beat'em up y el género de superhéroes de una manera positiva, y convirtiéndose en uno de los grandes juegos de beat 'em up de su época ".
Impacto cultural y legado
Spider-Man and Venom : Maximum Carnage tuvo un impacto en la industria del cómic y en la cultura popular, recibiendo un parque temático en 2002 basado en la serie de cómics y el juego en sí, así como la famosa canción "Carnage Rules" de Green Jellÿ basado en la banda sonora original del juego.

## Secuela espiritual
Posteriormente salió el videojuego Venom/Spider-Man: Separation Anxiety el cual se considera la secuela espiritual de Maximum Carnage y tiene algunas mejoras sobre su predecesor, más que nada en el aspecto gráfico.